# Nicole Fawcett
Nicole Marie Fawcett (San Antonio, 16 de dezembro de 1986) é uma voleibolista indoor estadunidense, nas quadras já atuou nas posição de oposto e ponteira, com marca de alcance de 310 cm e 291 cm no bloqueio, que conquistou a medalha de ouro na edição do Campeonato Mundial de 2014 na Itália. Em clubes conquistou a medalha de prata na edição da Liga dos Campeões da Europa de 2017 na Itália.

## Carreira
A trajetória no voleibol iniciou aos 9 anos de idade, filha de ex-praticantes da modalidade, quando ingressou na Benjamin Logan High School no ano de 2001 e permaneceu até 2005, representando o BL Riders em competições escolares, sendo premiada também e na temporada 2004-05 foi a jogadora de voleibol do ano de Ohio e eleita a jogadora do ano pela Volleyball Magazine "Fab 50"; outra façanha de sua carreira que também competiu no Salto em altura e foi finalista nos anos de 2004 e 2005 na fase regional.
Em 2003 vinculada ao Team Atlantis esteve no elenco infantojuvenil da Seleção Estadunidense, para disputar a edição do Campeonato Mundial Infantojuvenil de 2003 na cidade polonesa de Pila,ocasião que vestiu a camisa #12 obtendo o quarto lugar. No ano seguinte integrou a categoria juvenil da seleção e conquistou a medalha o título do Campeonato NORCECA Juvenil de 2004 realizado em Winnipeg, Canadá e voltou
Ingressou em 2005 na Universidade Estadual da Pensilvânia competindo pelo  Nittany Lions  destacando-se além do ataque, nas recuperações e defesase sendo semifinalista na fase regional de State College pela Divisão I do National Collegiate Athletic Association (NCAA) atingindo o recorde com o percentual de 88,9% eficiência em 16 ataques sem erros em 18 tentativas.
Na temporada de 2006 disputou pelo Nittany Lions a final da Divisão I do NCAA, fase regional de Seattle e registrou 483 pontos de ataques.
Na edição da Divisão I do NCAA  de 2007  alcançou o título da fase nacional final em Sacramento pelo Nittany Lions e integrou a seleção da fase final, marcando 553 pontos de ataques, 101 de bloqueios e alcançou o bicampeonato na edição do ano de 2008 na fase final realizada em Omaha, além do título novamente compôs a seleção do campeonato, e eleita a atleta do ano pela Associação Americana de Treinadores de Voleibol (AVCA), alcançando a marca de 1933 ataques na carreira universitária, após a final 1944, total de 2281,5 pontos marcados.

Em 2009  inicia sua carreira profissional pela equipe porto-riquenha do Gigantes da Carolina e alcançou o terceiro lugar na Liga Superior de Voleibol de 2009.
Ainda em 2009 foi convocada para Seleção na categoria adulto e disputou a edição do Grand Prix, cuja fase final foi em Tóquio, vestindo a camisa #1 e finalizou na nona posição e disputou a segunda edição da Copa Final Four, realizada em Lima no referido ano
Finalizando com o vice-campeonato, na sequência disputou pela seleção a edição do Campeonato NORCECA de 2009 sediado em Bayamón e finalizou na quarta colocação.
Voltou a servir à seleção de seu país em 2010, no início da temporada integrou o elenco na conquista do vice-campeonato na edição do Montreux Volley Master  no mesmo ano; também competiu a primeira fase do Grand Prix de 2010, vestindo a camisa #14, não participando da fase final, ocasião da conquista do título pelos Estados Unidos.
Em 2010  transferiu-se para o voleibol russo e defendeu  o  Dinamo  Yantar na Superliga Russa A 2009-10, vestindo a camisa #16 terminou na oitava posição, mesmo assim atuando no meio da jornada registrou 217 pontos em cinquenta sets jogados.
Na jornada 2010-11 foi contratada pelo  Usiminas/Minas e competiu pelo mesmo clube na edição da Superliga Brasileira A 2010-11 encerrando na quinta posição.
Em 2011 disputou a edição do Montreux Volley Masters quando finalizou na quarta posição e disputou a primeira fase do Grand Prix 2011, não participando da fase final, ocasião de mais um título obtido pelos Estados Unidos e disputou a edição da Copa Pan-Americana de 2011 em Ciudad Juárez e Chihuahua encerrando com a medalha de bronze.
Disputou pelo time porto-riquenho  Llaneras de Toa Baja a edição da Liga Superior de Voleibol de 2011 alcançando o quarto lugar e na temporada 2011-12 passou atuar no voleibol chinês Guangdong Evergrande conquistando o título da correspondente Liga A Chinesa.
Em 2012  disputou a primeira fase do Grand Prix, não participando da fase final, ocasião de mais um título obtido pelos Estados Unidos, na sequencia disputou a edição da Copa Pan-Americana de 2012 em Ciudad Juárez e conquistou a medalha de ouro.
Posteriormente foi contratada pelo time sul-coreano  Korea Expressway para competir no período 2012-13 e disputou a Liga A Sul-Coreana ( V.League) marcando 875 pontos em 30 jogos finalizando na quarta posição, mesmo feito obtido na edição da temporada 2013-14; já na temporada de 2014-15 conquistou o vice-campeonato e foi premiada como melhor  jogadora estrangeira.
Foi convocada para Seleção Estadunidense para disputar a edição do Grand Prix de 2013, cuja fase final deu-se em Sapporo e ao final encerrou na sexta colocação e disputou a edição da Copa Pan-Americana no mesmo ano, realizada em Lima, Callao, Iquitos e Huacho, sagrando-se campeã da edição e premiada como a melhor jogadora.
Ainda em 2013 conquistou o título do Campeonato NORCECA sediado em Omaha, finalizando a temporada pela seleção conquistou o vice-campeonato da Copa dos Campeões no Japão, novamente vestindo a camisa #14.
Em 2014 jogou pelo Ponce Leonas na Liga Superior Porto-riquenha e sagrou-se vice-campeã; e neste ano foi convocada para a seleção  e conquistou o título do torneio amistoso USA Volleyball Cup de 2014 , vencendo todas as partidas contra a seleção  brasileira, também disputou a edição do Grand Prix  de 2014  e terminou na sétima posição, ficando de fora da fase final e no mesmo ano disputou sua primeira  edição de Campeonato Mundial, este realizado na Itália, sendo a camisa #14 do grupo, conquistando a medalha de ouro histórica para seu país.
Em 2015 atuou novamente pela seleção e venceu dois jogos a Seleção Chinesa pela edição do USA Cup Volleyball, perdendo as outras duas, vencendo pelo número de sets, participou pela seleção da conquista da medalha de ouro na edição do Campeonato NORCECA  sediado em Michoacán e premiada como a melhor jogadora, disputou também nesta jornada a edição dos Jogos Pan-Americanos de Toronto, ocasião que conquistou a medalha de ouro nesta edição e foi premiada como a melhor oposto do torneio.
Pela seleção principal disputou a edição da Copa do Mundo de 2015 no Japão conquistando o terceiro lugar. Na jornada esportiva 2015-16 voltou atuar no voleibol chinês pelo Fujian Xi Meng Bao e finalizou na oitava posição na Liga A Chinesa 2015-16, quando marcou 285 pontos.
Em 2016 disputou pela seleção principal o Torneio Pré-Olímpico (NORCECA) conquistando o título e a qualificação para a Olimpíada de Verão de 2016,  sendo a melhor jogadora e a melhor oposto e foi um dos cortes da seleção para a referida olimpíada.
Representou em 2016 o Igor Gorgonzola Novara Volley e disputou a Copa CEV de 2016, quando o time foi eliminado na fase challenge finalizando na quinta posição e também alcançou o décimo quarto lugar na edição da Liga do Campeões da Europa de 2016 e  alcançou na Liga A Italiana 2015-16 o quarto lugar na fase regular e foi eliminado nas quartas de final.
Ainda em 2016 reforçou o time turco do Sarıyer Belediye por um curto período, rescindo o contrato de forma consensual e foi contratada pelo Imoco Volley Conegliano e  já na o título da Supercopa Italiana 2016 e conquistou o título da Copa Itália 2017, na Liga A 2016-17 finalizou na temporada regular em primeiro lugar, mas sofreu eliminação nas semifinais, e conquistou a medalha de prata na edição da Liga dos Campeões da Europa de 2017, cujas finais foi em Treviso.
Foi anunciada pelo Dentil/Praia Clube para a temporada 2017-18 e foi vice-campeã da Copa Brasil de 2018 realizada em Lages e contribuiu para a melhor campanha do clube na história da Superliga Brasileira A 2017-18 e é finalista e contribui para o clube alcançar seu primeiro título nesta competição.
Renovou com o mesmo clube para temporada 2018-19 e sagrou-se vice-campeã da edição do Campeonato Mineiro de 2018, na sequência conquistou o título da Supercopa Brasileira de 2018 mais tarde disputou a edição do Campeonato Mundial de Clubes de 2018, realizada em Shaoxing e disputou a semifinal, terminando na quarta colocação.
Pelo Dentil/Praia Clube conquistou o vice-campeonato da Copa Brasil de 2019 realizada em Gramado e a medalha de prata no Campeonato Sul-Americano de Clubes de 2019 realizado novamente em Belo Horizonte, e contribuiu para equipe avançar a grande final da Superliga Brasileira 2018-19,mas terminou com o vice-campeonato, e foi premiada como a melhor oposto da edição.

## Títulos e resultados
- Torneio Pré-Olímpico (NORCECA):2016[79]
- Campeonato NORCECA:2009[23]
- Montreux Volley Masters:2011[36]
- USA Volleyball Cup:2014,[61]2015[66]
- Campeonato Mundial Infantojuvenil:2003[6]
- Campeonato Mundial de Clubes:2018[99]
- Superliga Brasileira Aː2017-18[95]
- Superliga Brasileira Aː2018-19
- Campeonato Chinês:2011-12[42]
- Campeonato Nacional Universitário NCAA:2007[12] e 2008[13]
- Supercopa Brasileira:2018,[97] 2019
- Copa Italiana:2017[89]
- Supercopa Italiana:2016[88]
- Copa Brasil:2018[93] e 2019[100]
- V-League (Coreia do Sul):2014-15[51]
- V-League (Coreia do Sul):2012-13[50]e 2013-14[50]
- Liga Superior de Porto Rico:2014[60]
- Liga Superior de Porto Rico:2009
- Liga Superior de Porto Rico:2010
- Campeonato Mineiro:2019
- Campeonato Mineiro:2018[96]
- Desafio Minas Gerais-Rio de Janeiro:2019

## Premiações individuais
- Melhor Oposto do Superliga Brasileira A de 2018-19
- MVP do Torneio Pré-Olímpico (NORCECA) de 2016 [79]
- Melhor Oposto do Torneio Pré-Olímpico (NORCECA) de 2016 [79]
- Melhor Oposto dos Jogos Pan-Americanos de 2015[72]
- MVP do Campeonato NORCECA de 2015[70]
- MVP da Liga A Sul-coreana de 2014-15 [51]{
- MVP da Copa Pan-Americana de 2013[54]
- Integrante do Time das Estrelas do  NCCA  da Divisão I de 2008[13]
- Integrante do Time das Estrelas do  NCCA  da Divisão I de 2007[12]